# Gai Canini Rèbil (pretor)
Gai Canini Rèbil (en llatí Caius Caninius Rebilus) va ser un magistrat romà. Formava part de la gens Canínia i era de la família dels Rèbil.
Va ser pretor l'any 171 aC i va obtenir com a província l'illa de Sicília.